# مزرعة المشاغبين
مزرعة المشاغبين (بالإنجليزية: Back at the Barnyard) هو مسلسل تلفزيوني مرسوم بالكمبيوتر على نكلوديون وهو مشتق من فيلم الحظيرة عام 2006. عرضت الحلقة الأولى على نكلوديون في 29 سبتمبر 2007. وأنتج البرنامج من قبل استوديو أوميشن أنيميشن، وذلك بالتعاون مع استوديوهات نكلوديون للرسوم المتحركة. يعتمد المسلسل على تلميحات الثقافة الشعبية والمحاكاة الساخرة. جددت نكلوديون المسلسل في فبراير 2008، واحتوى الموسم الثاني على 24 حلقة. كما طلبت نكلوديون 16 حلقة أخرى في 22 يناير 2010، ووسعت المسلسل ليشمل موسما ثالثا. توقف المسلسل مؤقتا في مارس 2011، ويرجع ذلك إلى تركيز شركة أوميشن على مسلسلها الأحدث كوكب شين. استؤنف المسلسل في أغسطس 2011 عندما أعلن أن الحلقات المتبقية ستعرض على قناة نيكتونز، وذلك اعتبارا من 12 سبتمبر 2011. وعرضت الحلقة الأخيرة في 12 نوفمبر 2011، وكانت بعنوان "Aliens!". وكان هذا ثاني مسلسل للمخرج ستيف أوديكيرك على نكلوديون، حيث كان أحد المنتجين التنفيذيين لمسلسل جيمي نيوترون: الفتى العبقري. وقد تم دبلجة ب اللهجة المصرية وعرض نكلوديون العربية ويتم الآن عرضه على قناة إم بي سي 3

## قصةالمسلسل
تدور الأحداث حول الثور «أوتيس»، الذي يتولى مسئولية رعاية المزرعة والحفاظ على نظامها بكل ما فيها من حيوانات متكلمة، ورغم هذه المسئولية الكبيرة، لا يستطيع «أوتيس» مقاومة رغبة في اللعب والمرح طوال الوقت مع أصدقائه وكل مرة يقع في مشكلة وتحدث له مغامرة كبيرة.

## الشخصيات
-أوتيس : بطل الأحداث وهو البقرة الذي يتولى مسؤولية الحفاظ على المزرعة ورعاية حيواناتها ويتمتع
بروح مرحة، وشخصية قيادية جذابة وهو محب لأصدقائه، ولا يدخر جهدًا في مساعدتهم والحفاظ عليهم.ويدخل مع أصدقائه من حيوانات المزرعة مغامرات مثيرة لا تخلو من المشاكل والاضطرابات ويعتمد على ذكائه في إيجاد حلول لما يواجهه من مشكلات، ويسعى دائمًا إلى أن يعبر بالمزرعة إلى بر الأمان.
- بيسى : بقرة جميلة، تتمتع بروح مرحة وهي واحدة من أذكى حيوانات المزرعة وتمثل صوت العقل في المجموعة، وكثيرًا ما لا تعجبها أفكار أوتيس وتحصل على ما تريد خلال وقت قصير، وتعتمد في ذلك على التصرف بطريقة إيجابية ولطيفة
- بيغ: خنزير مضحك يتمتع بشهية مفتوحه وكوميديا اعلى من بقية حيوانات المزرعة وهو كثير الوقوع في الخطأ نتيجة تصرفاته غير المنطقية.غير مفيد كفاية لأصدقائه ومُحب للطبخ والطعام بشكل كبير، لدرجة أنه يعيش فقط ليأكل.
- آبى : هي بقرة شابة تتمتع بالرشاقة والمرونة وتتصرف كما يتصرف أوتيس بالضبط تماما وهي طائشة مثله ولكنها أحيانا تتبع بيسى وينظمان مخططا ضد أوتيس
- سكيب : فأر مُحب للمغامرات وأجواء الإثارة ويُعتبر الصاحب والعقل المدبر لـ «أوتيس» ويستطيع دائمًا قراءة ما يدور في عقل «أوتيس» من أفكار.ويحب مُخططات «أوتيس» الجنونية؛ لأنه مغرم دائمًا بالإثارة والتشويق.
- قطيع الأغنام : هو مجموعة من الخراف في المزرعة يقوم بحراستهم كلب اسمه دوك
- دوك : كلب يقوم بحراسة قطيع الأغنام ويرغب في أن تكون له سلطة في المزرعة كتلك التي يشعر بها مع القطيع ويثق كثيرًا في قدراته، ويتصرف وكأنه الأكثر دراية بما يقع من أمور.
- فريدى : نمس يعيش في المزرعة التي يتولى «أوتيس» مسؤولية رعايتها وحمايتها. ويسعى فريدي إلى أن يكون الصديق المقرّب للديك «ريك»، حتى يحين الوقت المناسب لأكله كغيره من الدجاج
- ريك : ديك نشيط لا يمل من الحركة والعمل.ويتخذ من النمس «فريدي» صديقًا مقربًا له وهو غير مدرك تمامًا لرغبة «فريدي» الغريزية في التهامه.
- الفلاح : هو صاحب المزرعة وهو لايدرى بما يفعله أوتيس وأصحابه من مغامرات داخل المزرعة ويخفونها دائما عنه لانه لايدري ان الحيوانات تتكلم والا سيصاب بالجنون ودائما ما يقع في المقالب التي يسببها له أوتيس وأصحابه رغم حب واخلاص اوتيس له
- مدام نورا : هي امرأة تعيش بالقرب من مزرعة الفلاح وهي الوحيدة التي تعرف أن أوتيس وأصحابه حيوانات متكلمة وتحاول أن تثبت للعالم ذلك لكن أوتيس وأصحابه يمنعونها من فعل ذلك
- مشمش : هو ابن أخت مدام نورا ويسميه أوتيس ((المختل)) ودائما ما يعذب حيوانات المزرعة ولكن يستطيع أوتيس وأصحابه التغلب عليه ووضع الخطط التي تبعده عنهم
- مجانينو : هو حيوان عبارة عن كرة من الشعر يرقص ويتحرك عندما يسمع الموسيقى
- ألفيرد : هو كلب عجوز يبلغ من العمر 12 سنة ويرتكز عل عكاز وعلى الرغم من ذلك فإنه في بعض الأحيان يكون قويا

## الأصوات
هذا الجدول يوضح بعض الأصوات بالعربية وبالإنجليزية
| الشخصية | الصوت بالعربية | الصوت بالإنجليزية |
| ------- | -------------- | ----------------- |
| بيسى    | شيماء شعلان    | واندا سايكس       |
| أوتيس   | إبراهيم غريب   | كريس هاردويك      |
| آبى     | إيمان غنيم     | لي-ألين بيكر      |

## روابط خارجية
- مزرعة المشاغبين على موقع IMDb (الإنجليزية)
- مزرعة المشاغبين على موقع ميتاكريتيك (الإنجليزية)
- مزرعة المشاغبين على موقع روتن توميتوز (الإنجليزية)
- مزرعة المشاغبين على موقع كينوبويسك (الروسية)
- مزرعة المشاغبين على موقع ألو سيني (الفرنسية)
- مزرعة المشاغبين على موقع قاعدة بيانات الفيلم (الإنجليزية)